# Apus affinis
El vencejo moro (Apus affinis) es una especie de ave apodiforme de la familia Apodidae que vive en África y Asia suroccidental. Algunos especialistas consideran a la raza oriental, el vencejo oriental.

## Descripción

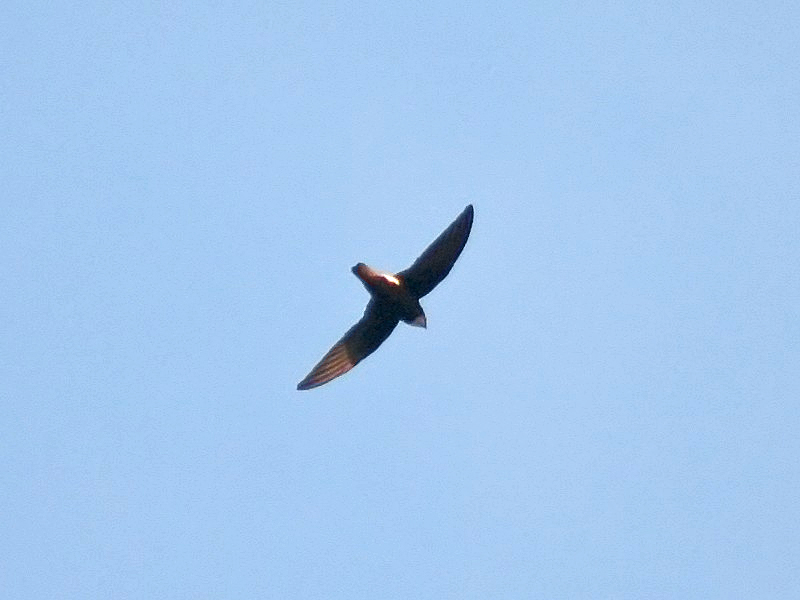
Vencejo moro en Calcuta, Bengala Occidental, India.

El vencejo moro tiene patas muy cortas; las usa solamente para aferrarse a superficies verticales. Su nombre científico proviene del griego απους, apous, que significa "sin patas" ya que nunca se posan voluntariamente en tierra.
Los vencejos moros pueden identificarse fácilmente por su pequeño tamaño. Con las alas extendidas mide apenas treinta y tres centímetros de largo, en comparación con los cuarenta y dos centímetros del vencejo común. Son completamente negros excepto por las ancas, de color blanco, al igual que los lados de su cuerpo. Tienen una cola corta y cuadrada. El vuelo se caracteriza por su aleteo, igual que los aviones comunes. 
Pasan la mayor parte de sus vidas en el aire, alimentándose de los insectos que atrapan al vuelo con sus picos. Beben agua durante el vuelo, pero en ocasiones se posan sobre acantilados o paredes. 

## Hábitat y reproducción

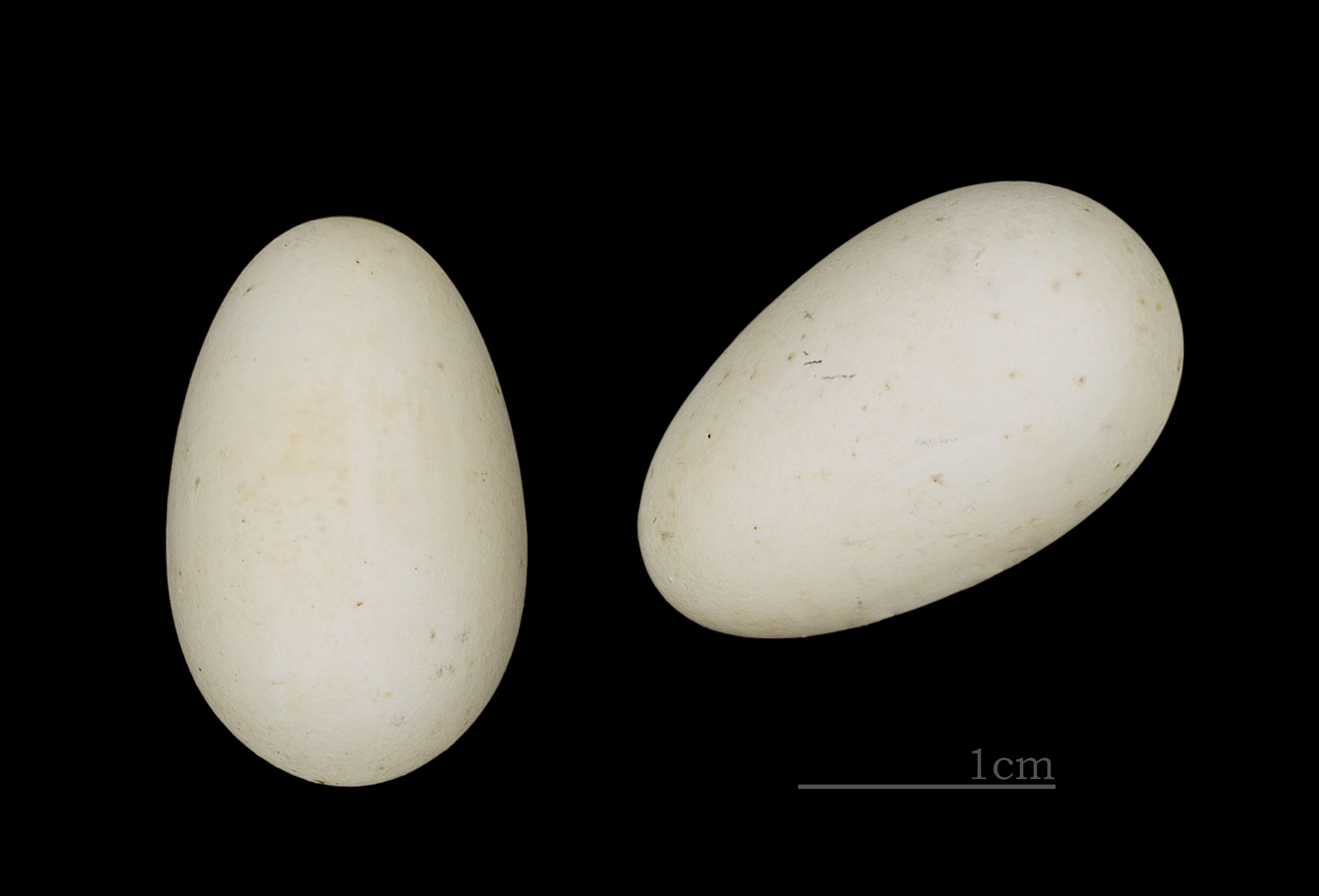
Huevos de Apus affinis

Estas aves crían en zonas de acantilados, desde el este de África hasta la zona tropical del sur de Asia, en especial en la parte occidental de Indonesia. A diferencia del vencejo común, que vive más al norte, muchos vencejos moros son sedentarios, pero algunas poblaciones son migratorias y pasan el invierno más al sur de sus zonas de distribución. Se alejan muchísimo de dicha zona al migrar: se han avistado miembros de esta especie en distantes zonas de Europa y Asia. 
El vencejo moro construye sus nidos en agujeros en edificios o en ocasiones en acantilados, y deposita entre uno y cuatro huevos cada vez. Cada ave regresa al mismo sitio año tras año y reconstruye su nido si es necesario. En la India se ha encontrado una especie de chinche que invade sus nidos, de nombre científico Cimex hemipterus.

## Avistamientos en España
Desde 1981 se suceden los avistamientos de estas aves en puntos cada vez más septentrionales de la península ibérica. En 2010, la Sociedad Española de Ornitología informó sobre la observación de estas aves por octavo año consecutivo. En junio de 2015 se observó un ejemplar en la ciudad de Guadalajara.